# Chilumena baehrorum
Chilumena baehrorum är en spindelart som beskrevs av Rudy Jocqué 1995. Chilumena baehrorum ingår i släktet Chilumena och familjen Zodariidae.
Artens utbredningsområde är Northern Territory, Australien. Inga underarter finns listade i Catalogue of Life.